# Лесной нетопырь
Лесной нетопырь, или нетопырь Натузиуса (лат. Pipistrellus nathusii) — небольшая летучая мышь семейства гладконосых летучих мышей. Видовой эпитет дан в честь немецкого животновода Германа фон Натузиуса (1809—1879).
Их масса обычно составляет 5—12 г, длина тела 46—58 мм, длина хвоста 30—44 мм, длина предплечья 33—37 мм, размах крыльев 23—25 см.

## Внешний вид
Мех густой, средней длины, основания волос тёмные. Окрас спины коричневато-бурый, палево-бурый или рыжевато-бурый, брюхо светлее, серовато-палевое или буровато-серое. Наружный верхний резец ненамного короче внутреннего. Ухо сравнительно большое, остроконечное. Козелок вытянутый, с округлой верхушкой. Большой палец длиннее или равен ширине запястья на сложенном крыле. Спинная сторона межбедренной перепонки сверху, до половины длины, а также вдоль голени, густо опушённая. Шпора достигает половины длины свободного края межбедренной перепонки, есть небольшая эпиблема.
От нетопыря-карлика отличается большими размерами, от средиземноморского нетопыря — отсутствием белой каймы на наружном крае крыловой перепонки, географически изолирован от восточного нетопыря, от остальных представителей рода нетопырей отличается наличием одного малого предкоренного зуба в верхней челюсти, развитой эпиблемой и целиком заключённым в межбедренную перепонку хвостом.

## Распространение
Распространён от Южной и Средней Европы до южного Предуралья, Заволжья, Кавказа и Ближнего Востока. Обычен, местами многочисленен.
Обитатель лесов (преимущественно широколиственных) и лесостепей. Предпочитает опушки, разреженные и нарушенные леса. Часто живёт в поселениях. В качестве убежищ использует дупла со щелевидным входом, реже чердаки зданий, полости за наличниками и под крышами. Нередко разделяет их с другими видами летучих мышей.
Обычно сидит, спрятавшись в щели, а не висит, как другие летучие мыши. Образует колонии в 30—60 особей, к осени численность достигает до 100—150 особей. 
Спаривание после окончания лактации, с выраженным гоном, или на зимовках. Осенние гонные колонии часто размещаются в дуплах деревьев и под мостами. Роды в конце мая — начале июня. В выводке обычно 2 детёныша. Лактация около 45 дней. Выводковые колонии до нескольких десятков — сотен особей, самцы держатся обособленно. К концу июля молодняк размерами почти сравнивается со взрослыми особями, меняет ювенильную шерсть на взрослую и переходит к самостоятельному образу жизни.
Вылет начинается в ранних сумерках, массовый лёт — с наступлением темноты, продолжается час—полтора. ПО мере роста молодняка начинают летать всю ночь до рассвета, только в середине ночи часть укрывается в убежищах. При повторном, утреннем, массовом вылете роем стремительно летают вблизи убежища, не удаляясь от него и ограничиваясь ловом немногочисленных здесь насекомых. Добычу ловит, летая на высоте 1—7 м, у опушек лесов и парков, над небольшими полянами и просеками, около крон деревьев или над водой, нередко в населённых пунктах. Эхолокационные сигналы средней–высокой интенсивности в диапазоне 70—38 кГц, с максимальной амплитудой около 35—40 кГц. Полёт быстрый и ровный, без резких поворотов. Питается двукрылыми, реже ручейниками, сетчатокрылыми, бабочками, перепончатокрылыми и жуками. 
На северо-востоке ареала совершает сезонные миграции до 1900 км. В конце августа — начале сентября мигрирует отсюда на юг. Здесь с конца осени зимует в дуплах, домах и различных подземных укрытиях. Активным становится в марте, в апреле возвращается к местам размножения.
Живёт обычно до 5-7 лет.

## Меры охраны
Лесной нетопырь занесён в Красные книги города Москвы, Свердловской, Челябинской, Нижегородской областей, Украины и в красную книгу Санкт-Петербурга.